# Henry Holmes Stewart
Henry Holmes Stewart, né le 8 novembre 1847 à Cairnsmuir en Écosse et mort le 20 mars 1937 à Dinas Powys au pays de Galles, est un homme de clergé et footballeur écossais. Il remporte la coupe d’Angleterre en 1873 avec le Wanderers Football Club.

## Biographie
Henry Holmes Stewart naît à Cairnsmuir près de Newton Stewart, Kirkcudbrightshire. Il est le fils de James Stewart et de Elizabeth MacLeod. Il est scolarisé à Repton School puis à Loretto College à Édimbourg avant d’intégrer Trinity College en 1867. Il y est diplômé en 1871 et devient Master of Arts en 1874. La même année il épouse Lady Beatrice Diana Cecilia Carnegie fille de James Carnegie, 9e Comte de Southesk.
Stewart est ordonné diacre à Londres en 1872 puis prêtre en 1873. Il est curate de St. John’s à Holborn de 1872 à 1874 puis vicaire à East Witton de 1874 à 1878. Il est alors nommé recteur à Barry, vallée de Glamorgan. Son dernier poste est celui de vicaire à Michaelston-le-Pit, Glamorgan de 1925 à 1935. Il meurt le 20 mars 1937 à l’âge de 89 ans à son domicile de Dinas Powys, Glamorgan.

### Carrière dans le cricket
À la Repton School il est déjà considéré comme un très bon joueur de cricket. Il joue dans l’équipe de l’école entre 1865 et 1867. Lors de sa dernière saison il est élu meilleur batteur de l’école. Il joue ensuite pour Cambridge University Cricket Club même s'il ne dispute aucun match de première classe. Il joue ensuite pour M.C.C. et I Zingari.

### Carrière dans le football
Après avoir terminé ses études, Stewart rejoint le Wanderers Football Club. Il y fait ses grands débuts le 4 mars 1872 au Kennington Oval pour la demi-finale de la Coupe d'Angleterre de football 1871-1872 contre le club écossais du Queen's Park Football Club. C’est alors la toute première fois qu’un club écossais fait le trajet jusqu’à Londres. Le voyage est si couteux que les joueurs doivent faire une souscription publique pour financer leur voyage. Le match se termine sur un score nul et vierge 0–0. Les écossais, incapable de financer une nouvelle fois le voyage vers Londres pour le match d’appui, ils doivent déclarer forfait et laisser les Wanderers se qualifier pour la finale. Stewart ne dispute pas la finale remportée par son club.
Deux semaines avant la demi-finale, Stewart est membre de l’équipe d’Écosse qui rencontre l’équipe d’Angleterre. C’est le dernier match de la série de matchs non-officiels entre les deux nations. L’Angleterre bat l’Écosse 1-0,. Dans un des comptes-rendus du match, Stewart est salué pour son « infatigable jeu d’attaquant ».
La saison suivante, Stewart joue fréquemment au sein des Wanderers avec 8 matchs au total. Il est décrit comme « conservant bien le ballon » et « collant toujours au ballon ; un attaquant très utile ». Étant les tenants du titre en FA Cup, les Wanderers sont directement qualifiés pour la finale de la compétition. Cette finale se dispute aux Lillie Bridge Grounds le 29 mars 1873 et se termine sur une nouvelle victoire des Wanderers cette fois contre Oxford University Association Football Club sur le score de 2-0.
Stewart joue trois autres rencontres la saison suivante pour les Wanderers avant que sa carrière ecclésiastique ne l’oblige à quitter Londres.

## Palmarès
Wanderers FC
- Vainqueur de la Coupe d’Angleterre 1873